# 布尔拉达
布尔拉达（西班牙語：Burlada）是西班牙纳瓦拉的一个市镇。总面积2平方公里，总人口17164人（2001年），人口密度8582人/平方公里。